# Appar
Tirunāvukkarasar (în limba tamilă: திருநாவுக்கரசர, "regele limbilor" sau "stăpânul graiurilor"), cunoscut și ca Appar ("Tatăl"), pe numele adevărat Marul Nīkkīyar, a fost poet indian de limbă tamilă, ce a trăit prin secolul al VII-lea d.Hr.

## Opera
Împreună cu Cuntarar și Campantar, a alcătuit culegerea de imnuri religioase Tēvāram, care aparține scrierii sacre Tirumurai, numită și Veda tamilă.
Se remarcă valoarea etică, exprimarea concisă și muzicalitatea versului.